# Itération du quotient de Rayleigh
En mathématiques, l'itération du quotient de Rayleigh est une méthode numérique qui étend l'idée de la méthode de la puissance inverse en utilisant le quotient de Rayleigh pour obtenir des estimations sur les valeurs propres de plus en plus précises.
L'itération du quotient de Rayleigh est une méthode itérative, c'est-à-dire qu'elle fournit une suite de solutions approchées convergeant vers une vraie solution à la limite. Heureusement pour cette méthode une convergence très rapide est garantie et il suffit de quelques itérations dans la pratique pour obtenir une approximation raisonnable. L'algorithme d'itération du quotient de Rayleigh converge de façon cubique pour les matrices hermitiennes (ou les matrices symétriques), si le vecteur initial de l'itération est suffisamment proche d'un vecteur propre de la matrice que l'on cherche à analyser.

## Algorithme
L'algorithme est très similaire à la méthode de la puissance inverse, mais remplace l'estimation de la valeur propre à la fin de l'itération par le quotient de Rayleigh. 
On commence par choisir une certaine valeur μ0 comme première estimation d'une valeur propre μ d'une matrice hermitienne A. On doit également choisir un vecteur initial b0 qui est une première estimation d'un vecteur propre b associé à la valeur propre que l'on souhaite calculer. 
Pour calculer les prochaines estimations μi+1 et bi+1 de la valeur propre μ et de son vecteur propre associé b à partir des estimations μi et bi, on commence par calculer  
{\displaystyle b_{i+1}={\frac {(A-\mu _{i}I)^{-1}b_{i}}{||(A-\mu _{i}I)^{-1}b_{i}||}},}
où I est la matrice identité puis on définit  
{\displaystyle \mu _{i}={\frac {b_{i}^{*}A\,b_{i}}{b_{i}^{*}\ b_{i}}}.}
À noter que dans le calcul de bi+1, il n'est pas nécessaire de calculer l'inverse de A – μiI mais seulement de résoudre le système linéaire (A – μiI)x = bi.
Pour calculer plus d'une valeur propre à la fois, on peut combiner cet algorithme avec une technique de déflation.

## Exemple
Considérons la matrice
{\displaystyle A=\left[{\begin{matrix}1&2&3\\1&2&1\\3&2&1\\\end{matrix}}\right]}
qui admet comme valeurs propres 
{\displaystyle \lambda _{1}=3+{\sqrt {5}},\,\lambda _{2}=3-{\sqrt {5}},\,\lambda _{3}=-2,}
avec des vecteurs propres correspondants
{\displaystyle v_{1}=\left[{\begin{matrix}1\\\varphi -1\\1\\\end{matrix}}\right],\quad v_{2}=\left[{\begin{matrix}1\\-\varphi \\1\\\end{matrix}}\right]\quad {\text{et}}\quad v_{3}=\left[{\begin{matrix}-1\\0\\1\\\end{matrix}}\right]}
où
{\displaystyle \varphi ={\frac {1+{\sqrt {5}}}{2}}}
est le nombre d'or.
La plus grande valeur propre est donc
{\displaystyle \lambda _{1}\approx 5,2361.}
On commence par choisir comme premières estimations
{\displaystyle b_{0}=\left[{\begin{matrix}1\\1\\1\\\end{matrix}}\right],\,\mu _{0}=200.}
Alors la première estimation donne
{\displaystyle b_{1}\approx \left[{\begin{matrix}-0,57927\\-0,57348\\-0,57927\\\end{matrix}}\right],~\mu _{1}\approx 5,3355}
puis la deuxième
{\displaystyle b_{2}\approx \left[{\begin{matrix}0,64676\\0,40422\\0,64676\\\end{matrix}}\right],~\mu _{2}\approx 5,2418}
puis la troisième
{\displaystyle b_{3}\approx \left[{\begin{matrix}-0,64793\\-0,40045\\-0,64793\\\end{matrix}}\right]=-0,64793\left[{\begin{matrix}1\\0,618\\1\\\end{matrix}}\right],~\mu _{3}\approx 5,2361.}
ce qui illustre la convergence cubique de la méthode.